# Oscar Hammerstein I

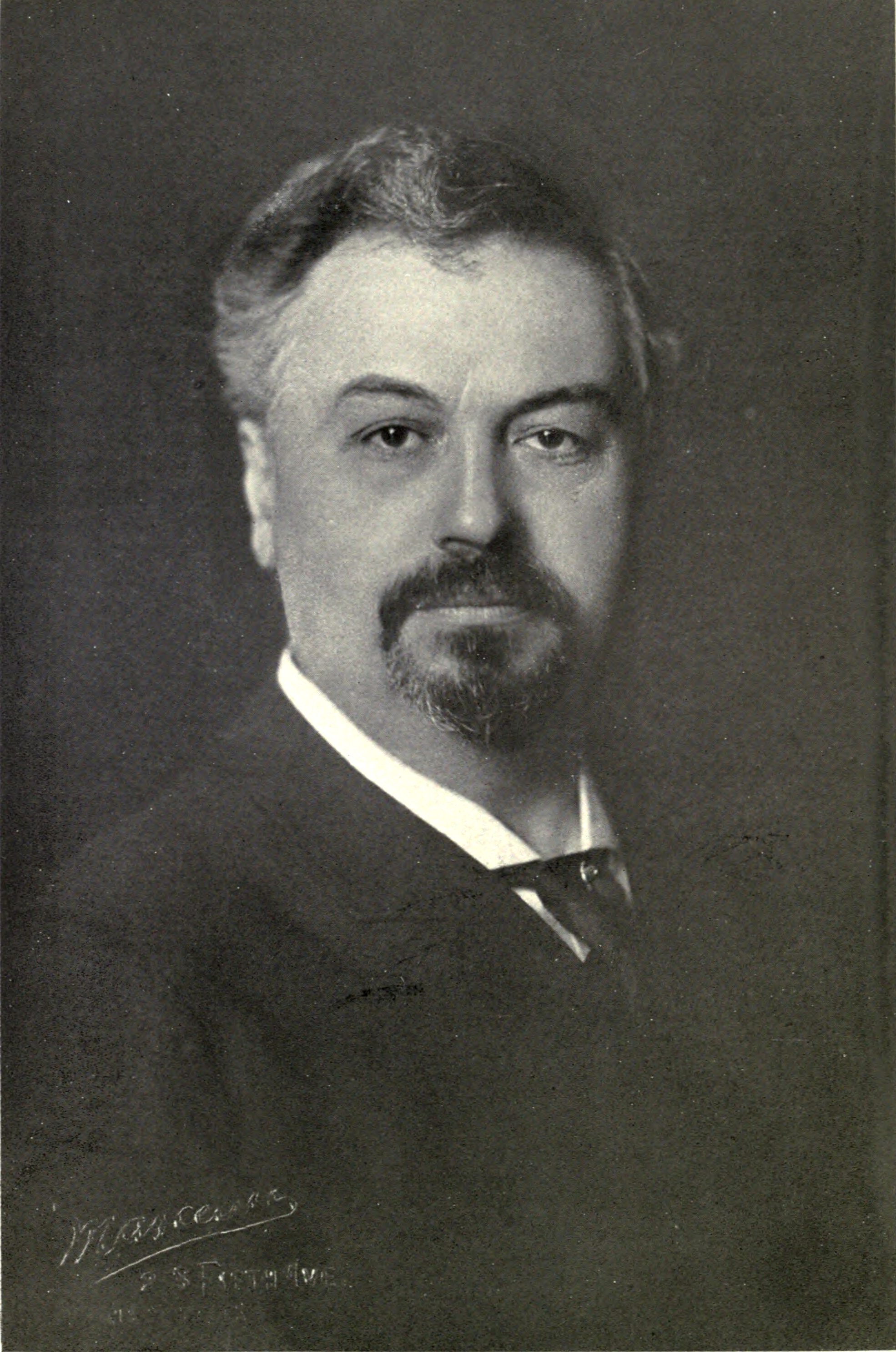
Oscar Hammerstein I (1906)

Oscar Hammerstein  (* 8. Mai 1847 in Stettin, Königreich Preußen; † 1. August 1919 in New York City) war ein US-amerikanischer Theater- und Opernproduzent  deutscher Herkunft.

## Leben
Hammerstein entstammt einer jüdischen Familie aus Stettin und wanderte schon 1864 nach New York City aus. Er ließ über 50 Erfindungen zur Tabakfabrikation patentieren und verdiente ein Vermögen mit den Lizenzgebühren. So konnte er sich dem Theater aus Leidenschaft widmen. Er förderte die deutschsprachigen Theater in New York und erbaute 1893 das erste Manhattan Opera House. 1900 gründete er das Theatre Republic in der Nähe des Broadway, das bald darauf von David Belasco übernommen wurde. Weitere acht Theater wie das Manhattan Opera House folgten.
Hammerstein produzierte unter anderem die US-Erstaufführungen von Claude Debussys Pelléas et Mélisande und Richard Strauss’ Elektra. Neben der europäischen Oper förderte er auch lokale Theatergattungen wie das US-Vaudeville oder die amerikanische Operette.
Am 13. April 1909 reiste Hammerstein mit den von ihm verpflichteten Opernsängern Mario Sammarco (1868–1930), Giuseppe Taccani (1885–1959) sowie Fernando Gianoli-Galletti auf dem Lloyd-Dampfer Kronprinz Wilhelm von New York nach Bremerhaven, als Mitreisender war sein Freund, der Dirigent Cleofonte Campanini (1860–1919), an Bord. Hammerstein hatte vor, Richard Strauss in Berlin zu treffen, um ihn mit seinen Werken Elektra und Salome für die nächste New Yorker Opernsaison zu gewinnen. Am 23. Juni 1909 fuhr Hammerstein von Cherbourg aus mit demselben Dampfer zurück nach New York. Neben der amerikanischen Erstproduktion der „Salome“ hatte er während seines Europaaufenthalts zudem die Aufführung dieses Stücks am Pariser Théâtre du Châtelet für die kommende Saison geregelt. Außerdem konnte er die Feuersnot von Strauss aufführen.
Hammerstein starb 1919 im Manhattaner Lenox Hill Hospital an Nierenproblemen. Er fand seine letzte Ruhestätte auf dem Woodlawn Cemetery (Bronx, New York)
Sein Enkel Oscar Hammerstein wurde zu einem berühmten amerikanischen Librettisten.